# Gyeongchang
Gyeongchang, död efter 1277, var Koreas drottning 1260-1274, gift med sin kusin kung Wonjong av Goryeo. 
Hon blev kronprinsessa 1244 och drottning 1260. Hennes make avled 1274. År 1277 dömdes hon och hennes son prins Wang Jong till att fråntas sin kungliga status sedan de hade förbannat kungen och konspirerat för att störta honom och ersätta honom med Wang Jong, som skulle gifta sig med drottning Jeguk och bestiga tronen.